# Miagrammopes brasiliensis
Miagrammopes brasiliensis es una especie de araña araneomorfa del género Miagrammopes, familia Uloboridae. Fue descrita científicamente por Roewer en 1951.
Habita en Brasil.